# SMS Blücher (1908)
Az SMS Blücher volt a Német Birodalom utolsóként megépített páncélos cirkálója. A brit Invincible-osztály hajóira adott válaszul tervezték meg – téves hírszerzési információkat alapul véve. Így, bár a Blücher nagyobb volt a korábbi páncélos cirkálóknál és több nehézlöveggel rendelkezett náluk, de méretben és fegyverzetben elmaradt a brit és német flottában a páncélos cirkálókat váltó csatacirkálóktól. A hajót Gebhard Leberecht von Blücher, a porosz csapatokat a waterlooi csatában vezető vezértábornagy után nevezték el.
A Blüchert a Kaiserliche Werftnél építették meg Kielben 1907 és 1909 között, átadására 1909. október 1-én került sor. A hajó jórészt az I. felderítőcsoportnál (Aufklärungsgruppe I) szolgált. A háború elején részt vett a yarmouthi rajtaütésben, valamint a Scarborough, Hartlepool és Whitby elleni rajtaütésben is 1914-ben.
A doggerbanki csatában 1915. január 24-én a Blüchert jelentősen lelassította a David Beatty altengernagy üldöző brit csatacirkálóinak egy találata. Franz Hipper ellentengernagy, a német kötelék parancsnoka úgy döntött, sorsára hagyja a Blüchert, hogy az értékesebb hajóit megmenthesse. Miután az ellenség tüzében elsüllyedt, a brit rombolók hozzáláttak a túlélők kimenekítésének. Ekkor azonban egy német léghajó a Blüchert süllyedő brit hadihajónak vélve bombatámadást intézett ellenük. Az áldozatok pontos száma vitatott, feltevések szerint 747 és 792 fő közé tehető. A Blücher volt az egyetlen hajó, amelyik elveszett a csatában.

## Tervezés
A német páncélos cirkálókat – korabeli német megnevezésük Großer Kreuzer (nagycirkáló) – számos feladatra tervezték, mint az ellenséges erők felderítő kötelékeinek leküzdésére valamint a csatavonalban vívandó harcra. Az első német páncélos cirkálót, a Fürst Bismackot gyarmati szolgálatra tervezték és szolgálatba állítása után egyből a bokszerlázadás leverésének segítésére indították útnak a Távol-Keletre 1900-ban. A később elkészülő páncélos cirkálók – a Scharnhorst-osztályt leszámítva – mind a felderítő egységeknél szolgáltak.
1906. május 26-án a Reichstag hozzájárulását adta a Blücher és két Nassau-osztályú csatahajó megépítéséhez. Bár a hajó jóval nagyobb és erősebb volt a korábbi páncélos cirkálóknál, megnevezésében mégis eként jelölték a valódi erejét leplezendő. A tervezésekor “E” átmeneti jelöléssel ellátott hajó paramétereit az épülőben lévő brit páncélos cirkálók határozták meg, melyek leküzdésére szánták.
A németek úgy gondolták, a britek 6-8 darab 9,2 hüvelykes (23,5 cm) ágyúval szerelik fel a hajóikat. Erre válaszul 12 darab (6×2) 21 cm-es – a brit 23,5 cm-eseknél hatékonyabb – ágyúval tervezték felszerelni az új hajóikat, amivel jóval nagyobb tűzerőt képviseltek, mint a korábbi Scharnhorst-osztályú páncélos cirkálók, melyek csak nyolc 21 cm-es ágyúval rendelkeztek.
Egy héttel a Blücher megépítését engedélyező döntés után a német haditengerészeti attasé megszerezte az új Invincible-osztályú brit hajók adatait. Az Invincible eszerint nyolc darab 305 mm-es ágyúval volt felszerelve, ugyanolyanokkal, mint amilyenekkel a britek a csatahajóikat is ellátták. Hamarosan kiderült, hogy egy újfajta hajótípusról van szó, melyet a britek csatacirkálóként (battlecruiser) jelöltek. Mikorra az Invincible terveinek részletei a németek tudomására jutottak, már nem lehetett áttervezni a Blüchert és nem is lett volna erre keret, ezért az építési munkálatai az ütemtervek szerint folytatódtak. A hajó így már elavultnak számított azelőtt, hogy az építéséhez hozzáláttak volna és a később épülő német csatacirkálók – melyek közül a Von der Tannt már 1907-ben megrendelték – messze túlhaladták. Ennek ellenére a Blüchert a modern csatacirkálókkal egy kötelékben alkalmazták és korabeli hivatalos megnevezése is megegyezett azokéval (Großer Kreuzer – nagycirkáló). A Blücher megépítése 28.532.000 márkába került.

### Általános jellemzők
A Blücher teljes hosszúsága 161,8 méter, a vízvonal mentén 161,1 méter volt. Szélessége 24,5 méter, mely érték a torpedók elleni védelmül felszerelt védőhálókkal elérte a 25,62 métert. Merülése 8,84 méter volt a hajó elején és a tat felé enyhén csökkent egészen 8,56 méterig. A hajó vízkiszorítása 15.842 tonna, teljes terhelés mellett 17.500 tonna volt. A hajótestet hosszában és keresztben is acélbordázattal látták el. 13 vízzáró rekeszre volt osztva és rendelkezett kettős fenékkel, mely a hajótest hosszának 65%-át borította.
A német tengerészeti archívumok iratai többnyire elégedetten említik a Blüchert, kiemelve a bukdácsolásra való csekély hajlamát és a finom kormányozhatóságát. Ugyanakkor gondok voltak az oldal irányú stabilitásával, az erős fordulók során 10 fokkal megdőlt és ilyenkor a sebességének akár 55%-át is elveszíthette. A hajó metacentrikus magassága 1,63 méter volt. Személyzetét 41 tiszt és 812 főnyi legénység tette ki, amihez további 14 tiszt és 62 tengerész járult mikor zászlóshajóként funkcionált.

### Meghajtás
A Blüchert három vertikálisan elhelyezett négyhengeres kompaundgéppel látták el. Mindegyikük egy-egy hajócsavart hajtott meg, melyek közül a középső átmérője 5,3 méter, a két szélsőé 5,6 méter volt. A három hajtómű mindegyikét külön gépházban helyezték el, mindegyikben hat marine-típusú duplakazánnal, így összesen 18 széntüzelésű kazánja volt. A Blüchernek egyetlen kormánylapátja volt. A hajó tervezett maximális sebessége 24,5 csomó volt, de a próbák során elérte a 25,4 csomót is. A 12 csomós cirkálósebesség mellett a hatótávolsága 12 200 km, 18 csomó mellett már csak 6200 km volt. A hajó szénraktáraiban 900 tonna szénnek jutott hely, de a hajótestben lévő szabad tereket is igénybe véve ezt 2510 tonnára is ki lehetett egészíteni. A hajót hat turbógenerátor látta el árammal, melyek összesen 1000 kW-ot (225 V) állítottak elő. A próbák során 1909-ben a kazánok összteljesítménye 37 799 LE (28 187 kW) volt, ami a legmagasabb érték ilyen rendszerű meghajtással épült hadihajónál.

### Fegyverzet

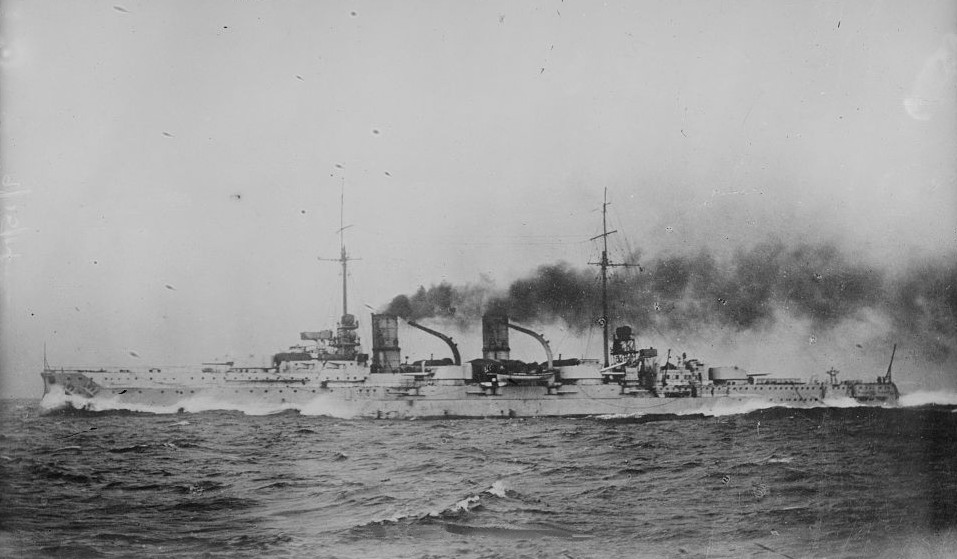
a Blücher bal oldalán jól kivehető a négy lövegtorony és a másodlagos tüzérség kazamatái

A Blücher 12 darab 21 cm-es SK L/45 (SK = Schnelladekannone) gyorstüzelő ágyúval volt felszerelve, melyeket hat darab, két löveget hordozó lövegtoronyban helyeztek el. A lövegtornyok közül egy-egy a hajó középvonala mentén, kettő-kettő a hajó két oldalán a felépítmények mellett volt elhelyezve (ún. hexagonális elrendezésben). Nehéztüzérségének lőszerkészletét 1020 darab 21 cm-es lövedék tette ki, így minden lövegre 85 darab jutott. A 21 cm-es lövedékek 108 kg súlyúak voltak és hosszúságuk 61 cm volt. A fő lövegeket −5°-os szögben lehetett süllyeszteni és +30°-os szögben megemelni, amivel a maximális lőtávolságuk elérte a 19.100 métert. Elméleti tűzgyorsaságuk 4-5 lövés volt percenként.
A hajó másodlagos tüzérsége nyolc 15 cm-es SK L/45 gyorstüzelő ágyúból állt, melyeket MPL C/06 jelű kazamatákban helyeztek el, négyet-négyet a hajó két oldalán közepén. Ezek az ágyúk 13.500 méterre voltak képesek ellőni. Lőszerkészletük 1320 darabból állt, azaz minden lövegre 165 darab lövedék jutott. Tűzgyorsaságuk 5-7 lövés volt percenként. A lövedékek súlya 45,3 kg volt és 13,7 kg-os RPC/12 jelű rézhüvelyben tárolt kivetőtöltetekkel lőtték ki őket. Az ágyúk torkolati sebessége 835 m/s volt és 1400 lövést volt az élettartamuk.
A Blücher fegyverzetéhez tartozott még 16 darab 8,8 cm-es SK L/45 gyorstüzelő hajóágyú, melyeket kazamatákban és külön talapzatokon is elhelyeztek. Négy ilyen ágyút helyeztek el a hajóhíd közelében lévő kazamatákban, négyet a hajóorrban lévő kazamatákban, négyet a hajófar kazamatáiban és a maradék négyet körbeforgatható talapzatokon a hátsó felépítményen. Összesen 3200 lövedék volt hozzájuk a hajón, ágyúnként 200. Tűzgyorsaságuk 15 lövés volt percenként. A nagy robbanóerejű lövedékeik 10 kg-osak voltak és 3 kg-os RPC/12 jelű kivetőtöltetekkel lőtték ki őket. A lövegek 7000 lövés leadása után szorultak cserére, lőtávolságuk 10.700 méter volt.
A Blüchert négy vízvonal alatti 45 cm-es torpedóvetőcsővel is felszerelték. Ezekből egy-egy volt a hajóorrban és a hajófarban, egy-egy pedig a hajó két oldalán, készletükhöz 11 torpedó tartozott. A torpedók robbanófeje 110 kg-os volt és két sebességgel lehetett kilőni, mely a hatótávolságot is befolyásolta. A 32 csomós sebességgel kilőtt torpedók hatótávolsága 2000 méter, míg a 36 csomóval kilőtteké 1500 méter volt.

### Páncélzat
A kor nagy hadihajóihoz hasonlóan a Blüchert is Krupp-féle cementált páncélzattal látták el. A fedélzet páncélzata 5-7 cm, a páncélövé 18 cm volt a legfontosabb részeket védő szakaszon (gépházak, lőszerraktárak). A kevésbé fontos részeket 8 cm vastag páncélzat védte, míg a hajó két vége nem rendelkezett ilyen védelemmel. Az övpáncélzat mögötti részt végig egy 3 cm vastag tikfaréteg borította. Az övpáncélzatot a torpedórekesz 3,5 cm-es páncélzata egészítette ki, mely csak az elülső és hátulsó lövegtornyok magasságában húzódott.
Az elülső parancsnoki hidat páncélozták a legerősebben, oldalát 25 cm, tetejét 8 cm vastag páncélzat borította. A hátulsó parancsnoki híd jóval vékonyabb vértezettel rendelkezett: oldalát 14 cm-es, tetejét 3 cm-es páncélzat fedte. A hajó citadellájának páncélzata 16 cm vastag volt. A fő tüzérség hat lövegtornyának páncélvastagsága oldalt 18 cm, felül 8 cm volt, a 15 cm-es kazamaták páncélzata 14 cm-es volt.

## Szolgálat

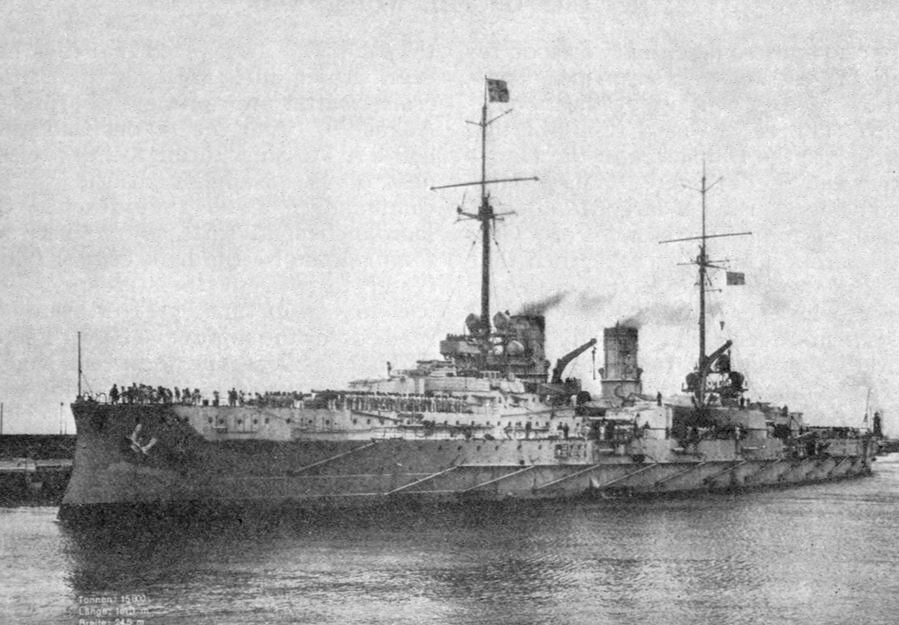
a Blücher a háború előtt, 1913–1914 körül

A Blüchert 1908. április 11-én bocsátották vízre és 1909. október 1-én állították szolgálatba. 1911-től tüzérségi kiképzőhajóként szolgált, majd 1914-ben a Balti-tengeren állomásozó páncélos cirkálót a Von der Tann, Moltke és Seydlitz csatacirkálókkal együtt átirányították az I. felderítőcsoporthoz (Aufklärungsgruppe I). Az első hadművelet, melyben részt vett egy harcot nem hozó oroszok elleni előretörés volt a Balti-tengeren. 1914. szeptember 3-án a Blücher a IV. csatahajóraj (Schlachtgeschwader IV) hét régi csatahajójával, öt cirkálóval és 24 rombolóval hajózott ki a Balti-tengerre, hogy az orosz flotta egy kisebb részét csatára bírja és megsemmisítse. Az Augsburg összetalálkozott a Bajan és Pallada orosz cirkálókkal Dagö szigetétől északra és megpróbálta az orosz hajókat a Blücher irányába csalogatni, hogy az megsemmisíthesse őket, de az oroszok nem vették üldözőbe, hanem visszavonultak a Finn-öbölbe. Szeptember 9-én a hadműveletet lefújtak.

### Yarmouthi rajtaütés
1914. november 2-án a Blücher a csatacirkálókkal és négy könnyűcirkálóval együtt elhagyta a Jade öblét és Anglia keleti partjai felé vette az irányt. A kötelék Great Yarmouth elé érve másnap reggel lőni kezdte a város ipari és katonai létesítményeit, miközben az Stralsund aknákat telepített a közelben. A brit D5 jelű tengeralattjáró az akció közben megpróbált kihajózni a kikötőből, de ekkor az egyik frissen telepített aknára futott és elsüllyedt. Röviddel ezután Hipper visszavonult hajóival. A hazaúton sűrű köd lepte el a Helgolandi-öblöt, így a hajóknak meg kellett várniuk, míg a látási viszonyok javultak és már biztonságban haladhattak a védelmi célt szolgáló aknamezők között. A szintén erre haladó Yorck páncélos cirkáló navigációs hibák miatt az aknamezőre tévedt és két aknára is ráfutott. 629 főnyi legénységéből csak 127 főt tudtak kimenekíteni.

### Hartlepool lövetése
Friedrich von Ingenohl tengernagy, a Nyílt-tengeri Flotta (Hochseeflotte) parancsnoka egy újabb angol partok elleni támadást tervezett, melynek célja a britek fő erejét képező Grand Fleet egy kisebb részének harcra kényszerítése és megsemmisítése volt. December 15-én 03:20-kor (KEI) a Blücher, a Moltke, a Von der Tann, az új Derfflinger valamint a Seydlitz csatacirkálók a Kolberg, a Straßburg, a Stralsund és a Graudenz könnyűcirkálók valamint két rombolóflottilla kíséretében elhagyták a Jade torkolatát. A hajók északnak haladtak elkerülve Helgolandot, míg el nem érték a Horns Revet, ahol nyugatnak fordultak Scarborough irányába. Hipper után 12 órával a Hochseeflotte zöme is elhagyta a Jadét, hogy távolról nyújtson biztosítást. A flottához 14 modern csatahajó, 8 régi csatahajó, 2 páncélos cirkáló, 7 könnyűcirkáló és 54 romboló tartozott.

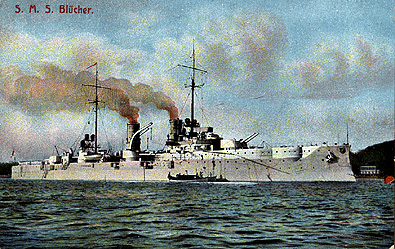
a Blücher 1914-ben

Még 1914. augusztus 26-án a Finn-öbölben zátonyra futott Magdeburg roncsáról az orosz haditengerészet megszerezte a németek kódkönyveit az Északi-tengerre vonatkozó térképekkel együtt és másolataikat átadták a briteknek. Ennek segítségével képesek voltak megfejteni a német rádióforgalom üzeneteit, így a december 14-re tervezett Scarborough elleni rajtaütéshez kapcsolódó üzeneteket is. A terv részletei azonban ismeretlenek voltak és azt feltételezték, hogy a Hochseeflotte egésze ezúttal sem vesz részt a rajtaütésben. A britek csapdát akartak állítani Hippernek és erre az 1. csatacirkálórajt (1st Battlecruiser Squadron), a 2. csatahajórajt (2nd Battle Squadron), a 3. cirkálórajt (3rd Cruiser Squadron) és az 1. könnyűcirkálórajt (1st Light Cruiser Squadron)  jelölték ki. A britek fő erejét a 4 csatacirkáló és a 6 modern csatahajó képezte.
December 15-én éjjel a Hochseeflotte rombolói brit rombolókkal futottak össze. Ingenohl úgy vélte, a Grand Fleet közelben lévő rombolóival találkoztak össze, ezért a császár utasításaira hivatkozva - miszerint kerülni kell a túlerőben lévő ellenséggel való összecsapást és mert tartott egy éjszakai torpedótámadástól is - elrendelte a visszavonulást. Hippert erről a döntéséről nem tájékoztatta, ezért ő folytatta a küldetését. Az angol partokat elérve két csoportra vált szét a köteléke. A Seydlitz, a Moltke, a Blücher északnak fordult, hogy Hartlepoolnál lévő célpontokat támadjon, míg a Von der Tann és a Derfflinger délnek vette az irányt Scarborough és Whitby felé. A rajtaütés során számos katonai jelentőségű célpontot semmisítettek illetve rongáltak meg (dokkokat, gyárakat, gáz- és vízműveket, partvédelmi ütegeket, rádió- és jelzőállomásokat, vasútvonalakat), de a célt tévesztett lövedékek számos egyéb épületet is eltaláltak sok civil halálát okozva. Hartlepoolnál a partvédelmi ütegek által kilőtt 152 mm-es lövedék közül a Seydlitzet három, a Blüchert hat találta el. A Blücher legénységéből kilencen veszítették életüket, tizenöten megsebesültek, de a hajó komolyabb sérülést nem szenvedett. 09:45-kor a két csoport ismét egyesült és távozott keleti irányban.

a német és brit kötelékek helyzete december 16-án reggel Scheer ábrázolásában

Ekkor David Beatty brit csatacirkálói Hipper tervezett hazavezető útján álltak, míg a többi kötelék igyekezett teljessé tenni a bekerítésüket. 12:25-kor a II. könnyűcirkálóraj Hippert keresve átsiklott a brit erők között. Az egyik brit cirkáló észrevette a Stralsundot és jelentette Beattynek, mire ő 12:30-kor a csatacirkálóival a megadott irányba fordult. Azt hitte, az észlelt német cirkálók Hipper csatacirkálóinak kíséretéhez tartoznak, de azok valójában 50 km-re voltak tőlük. A Beatty kötelékéhez tartozó 2. könnyűcirkálóraj a német cirkálók után eredt, de egy félreértelmezett jelzés miatt minden hajója visszatért a csatacirkálók biztosítására. Ez a félreértés lehetővé tette a német könnyűcirkálók számára a menekülést és jelenthették Hippernek a brit csatacirkálók helyzetét, így ő északkeletre kikerülve a brit erőket szintén épségben hazatérhetett.
Mind a két félnek volt lehetősége arra, hogy jelentős győzelmet arathasson a másik felett, így utólag a németek és a britek is csalódottan értékelték az eseményeket. Ingenohl hírnevének sokat ártott a bátortalansága. A Moltke parancsnoka dühös volt, amiért megfogalmazása szerint Ingenohl "megijedt tizenegy [valójában hét] elintézhető brit rombolótól" és hozzátette, hogy "a jelenlegi vezetéssel nem fogunk elérni semmit". A hivatalos német történelemírás felrója Ingenohlnak, hogy a rendelkezésére álló könnyű erőket nem küldte az ellenséges erők felderítésére: "Olyan döntést hozott, mely nem csak komolyan veszélyeztette az angol partokhoz küldött erőit, de megfosztotta a Német Flottát egy jelzés értékű biztos győzelemtől."

### Doggerbanki csata
1915. január elején a németek tudomást szereztek brit hadihajók Dogger-pad (Doggerbank) feletti vizeken való rendszeres felderítési tevékenységéről. Ingenohl tengernagy eleinte vonakodott megtámadni ezeket a felderítő kötelékeket, mivel az I. felderítőcsoporthoz tartozó Von der Tannon karbantartási munkálatokat végeztek és emiatt szárazdokkban állt, ezért az alakulatot nem lehetett teljes létszámban bevetni. A Hochseeflotte vezérkari főnöke, Richard Eckermann ellentengernagy azonban ragaszkodott a hadművelet végrehajtásához és így Ingenohl Hipper felderítőcsoportját a Dogger-padhoz irányította.
Január 23-án Hipper kihajózott a csatacirkálóival. A Seydlitz haladt az élen, mögötte a Moltke, a Derfflinger végül a Blücher követte. A csatacirkálókat a Graudenz, a Rostock, a Stralsund és a Kolberg könnyűcirkálók valamint a II. és az V. rombolóflottilla illetve a XVIII. romboló-félflottilla összesen 19 rombolója kísérte. A Graudenz és a Stralsund a kötelék előtt, míg a Rostock és a Kolberg annak jobb illetve bal oldalán haladt. Minden könnyűcirkáló mellé egy romboló-félflottilla volt rendelve.
A német rádiójeleket azonban a briteknek ismét sikerült elfogniuk és ez jelentős szerepet játszott a továbbiakban. Bár a németek pontos terve nem volt számukra ismert, azt meg tudták fejteni, hogy Hipper a Dogger-pad környékén tervez végrehajtani hadműveletet. Ellenük Beatty 1. csatacirkálóraját, Archibald Moore ellentengernagy 2. csatacirkálóraját, William Goodeneough sorhajókapitány 2. könnyűcirkálóraját illetve a hozzájuk 08:00-kor a Dogger-padtól 30 tmf-re (55 km) északra csatlakozó Reginald Tyrwhitt sorhajókapitány Harwichből érkező rombolóit küldték ki.
A Kolberg 08:14-kor észlelte az Aurorát és a harwichiak több rombolóját. Az Aurora a fényszóróit a Kolbergre irányította, mire az tüzet nyitott a brit hajóra két találatot elérve. Az Aurora viszonozta a tüzet és szintén két találatot ért el. Hipper azonnal a torkolattüzek irányába fordult a kötelékével, ám ekkor a Stralsund észlelt nagy füstöt északnyugati irányban, melyet Hipper irányába tartó nagy brit hadihajóknak tulajdonították. Hipper később feljegyezte:
“Egy ilyen nagy erő jelenléte a brit flotta további kötelékeinek a közelségére utalt, annál is inkább mivel az elfogott rádióüzenetek a 2. csatacirkálóraj közeledtéről tanúskodtak … Ezeket a német kötelék végén haladó "Blücher" is jelentette, mely egység tüzet nyitott a hátulról közeledő könnyűcirkálókra és rombolókra … A parancsnokságom alatt álló csatacirkálók az uralkodó kelet-északkeleti szél miatt a szél felőli oldalon és így az összecsapáshoz kevésbé kedvező pozícióban voltak.”
Hipper ezért déli irányban igyekezett elmenekülni előlük, de a sebessége 23 csomóra volt korlátozva, mivel a régebbi Blücher a gyenge minőségű szén miatt csak ekkora sebességet tudott elérni a 25,4 csomós rendes csúcssebessége helyett. Az üldöző brit csatacirkálók 27 csomós sebességgel közeledtek, így hamar beérték a német hajókat. 09:52-kor a Lion 18.000 méter távolságból lövéseket adott le a Blücherre, röviddel rá a Queen Mary és a Tiger is tüzet nyitott. A Blüchert 10:09-kor érte az első találat, majd két perccel később főleg a Lionra koncentrálva a német hajók viszonozták a tüzet. 10:28-kor a Liont találat érte a vízvonalon, mely a hajó oldalán rést ütve elárasztotta az egyik szénraktárát vízzel. Nagyjából ekkor a Blücher egyik 21 cm-es lövedéke eltalálta a Lion  elülső lövegtornyát. A lövedék nem tudta átütni a torony páncélzatát, de a becsapódás keltett rázkódás hatására a bal oldali ágyú átmenetileg használhatatlanná vált. 10:30-kor a britek csatavonalában negyedik New Zealand lőtávolon belülre ért a Blücherhez és tüzet nyitott rá. 10:35-re a távolság 16.000 méterre csökkent, így az összes német csatacirkáló a britek lőtávolságán belülre került. Beatty ekkor a csatacirkálóit a sorban megegyező ellenfelükkel való harc felvételére utasította, így a Blücherre a New Zealand jutott.
11:00-ra a Blüchert számos találat érte, melyek súlyos károkat okoztak. Az élen haladó három német csatacirkáló a tüzét a Lionra koncentrálta és számos találatot értek el rajta. Három generátora közül kettő is leállt és a baloldali gépházat elárasztotta a víz. 11:48-kor a helyszínre érkező Indomitable csatacirkálót Beatty a súlyosan sérült Blücher elpusztítására utasította. A Blücher ekkor már lángokban állt és erősen megdőlt a bal oldalára. Az egyik túlélő így írta le a pusztítást:
“A lövedékek … egészen a kazántérig hatoltak. A raktárakban álló szén lángra kapott. Mivel a raktárak félig üresek voltak, a tűz vidáman égett. A gépházban az egyik lövedék meggyújtotta az olajat és szétpermetezte kéken és zölden égő lángokkal. Az iszonyú légnyomás a zárt térben hatalmas robbanáshoz vezetett … és minden nyíláson áthaladt, a gyengébb helyeken is utat törve magának … Az embereket ez az iszonyú légnyomás felkapta és a gépek közé vágta, borzalmas halálukat okozva.”

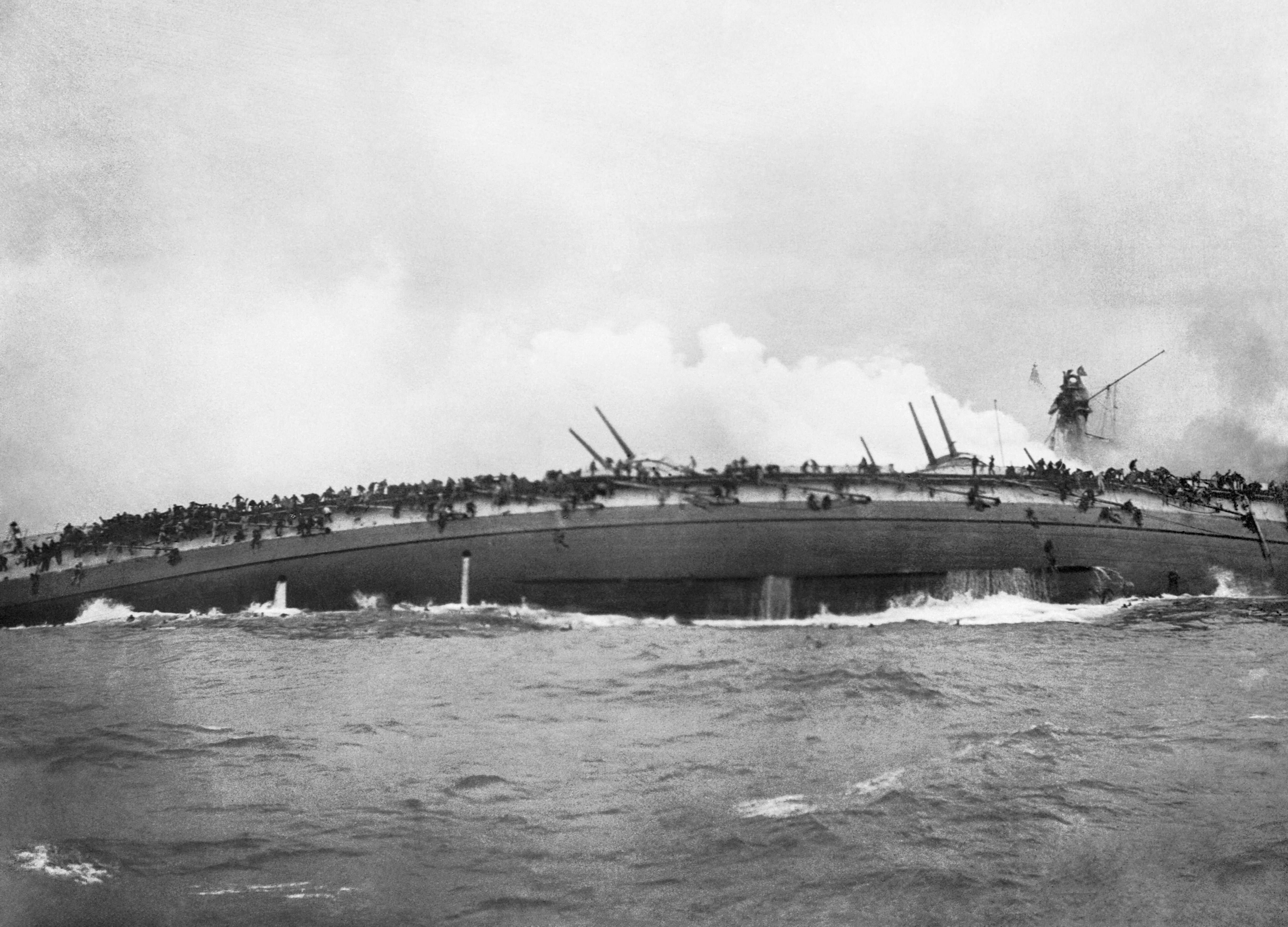
a Blücher oldalára dőlve süllyed

A britek támadását a hajóik előtt észlelt tengeralattjárókról szóló jelentések szakították meg. Beatty azonnal kitérő manővereket rendelt el, ami lehetővé tette a németek számára, hogy növeljék a távolságot az üldözőikkel szemben. Ekkor a Lion utolsó még üzemképes generátora is meghibásodott, ami miatt a sebessége 15 csomóra esett vissza. Beatty a sérült Lionról küldött parancsot az ellenséges formáció hátvédjének megtámadására ("Engage the enemy's rear"). De az üzenet téves értelmezése miatt az összes hajó a Blüchert vette tűz alá és 12:10-től már csak ezt a hajót lőtte. A Blücher makacsul védekezve visszaverte az 1. könnyűcirkálóraj négy cirkálójának és négy rombolónak két támadását is, azonban a cirkálóraj zászlóshajójának, a Aurorának sikerült elérnie rajta két torpedótalálatot. Ekkorra már a hátulsót leszámítva az összes 21 cm-es lövegtorony elhallgatott. Közvetlen közelről indított további hét torpedó találata után a hajó 13:13-kor átfordult és pár percig felfordulva maradt, majd elsüllyedt. Az összecsapás során a Blüchert 70-100 nagy kaliberű lövedék és számos torpedó találta el.
A süllyedő hajóhoz brit rombolók közelítettek, hogy kimenekítsék a túlélőket. A német L5 jelű léghajója a süllyedő Blüchert brit hajónak vélte és megpróbált bombatámadást intézni a rombolók ellen, melyek ennek hatására visszavonultak. Az áldozatok számát illetően eltérő adatok vannak. Paul Schmalenbach 6 tiszt (az összesen 29-ből) és 275 legénységi állományú tengerész (999-ből) kimentését említi meg. E szerint a halottak száma összesen 747. A német iratokat vizsgáló Erich Gröner szerint a Blücher elsüllyedésekor 792 fő veszítette életét. A brit iratokat kutató James Goldrick szerint a kimentettek száma 234 fő volt az összesen 1200 főből. A kimentettek között volt Erdmann sorhajókapitány is. Ő később a brit hadifogságban hunyt el tüdőgyulladás következtében. További húsz fő veszítette még életét brit hadifogságban a kimentettek közül.
A Blücher utolsó perceiről az egyik brit szemtanú az Arethusa fedélzetéről a következőket jegyezte fel:
“A hajót lehetetlen volt elhibázni. Egy második torpedó is eltalálta a ″Blüchert″ pont középen. A legénység derekasan tartotta magát az utolsó pillanatig. Láttuk a személyzetet a fedélzeten felsorakozni és tisztelegni. Megkapó látvány volt. Akiben csak egy kevés kis érzés is volt, csodálatot váltott ki ez a hidegvérűség. Mikor a második és egyben utolsó torpedónkat is kilőttük, tudtuk, hogy hamar itt lesz a vég és 200 méterre megközelítettük a ″Blüchert″. A legénység feszes vigyázzban veszítette volna életét, ha nem adtunk volna le figyelmeztető hangjelzéseket szirénával. Az egyik tiszt németül átkiáltva megkérdezte, hogy mi történik. A németek megértették és meglengették a sapkájukat, hurrát kiáltottak és leugrottak a vízbe. Nem haboztunk, hanem azonnal deszkákat dobáltunk le a fedélzetről, melyekbe kapaszkodhattak, míg a csónakjaink kihalászták őket. Időközben a torpedónk is célba talált és a hajó a hullámok alá merült. A ″Blücher″ parancsnoka, Erdmann sorhajókapitány pár nappal később tüdőgyulladásban elhunyt. Edinburgh-ban katonai tiszteletadás mellett temették el.”
A brit egységek Blücher ellen való fordulása lehetővé tette a Moltke, a Seydlitz és a Derfflinger számára a megmenekülést. Hipper eredetileg azt tervezte, hogy a három csatacirkálójával visszafordul és kisegíti a bajból a sérült Blüchert, de miután a zászlóshajóját is súlyos sérülések érték (a két hátsó lövegtorony kiégett), úgy döntött nem fordul vissza. Hipper később így magyarázta a döntését:
“A ″Blücher″ megsegítése érdekében az ellenség oldalba támadására tett próbálkozásról született döntés … De mikor megtudtam, hogy a ″C″ és ″D″ jelű lövegtornyok harcképtelenné váltak, a hajó tatrésze tele lett vízzel és már csak 200 nehéz lövedékünk maradt, elvetettem a ″Blücher″ megsegítésének minden gondolatát. Minden ilyen próbálkozás, úgy, hogy a fő flotta beavatkozására nem lehetett számítani, valószínűleg csak további súlyos veszteségekhez vezetett volna. A ″Blücher″ támogatására tett oldal irányú támadás révén a formációm a brit csatacirkálók és a valószínűleg mögöttük lévő csatahajórajok közé került volna.”
Mire Beatty a Princess Royalra átszállva visszaszerezte az irányítást hajói felett, a német hajók már túl messze voltak tőlük, ezért 13:50-kor felhagyott az üldözésükkel. II. Vilmost felháborította a Blücher pusztulása és a Seydlitz kis híján való elveszítése, ezért nem engedélyezte a Hochseeflotte kifutását a kikötőkből. Eckermann ellentengernagyot elmozdították a pozíciójából és Ingenohl tengernagyot lemondatták. Helyét Hugo von Pohl tengernagy vette át.

## Kapitányok

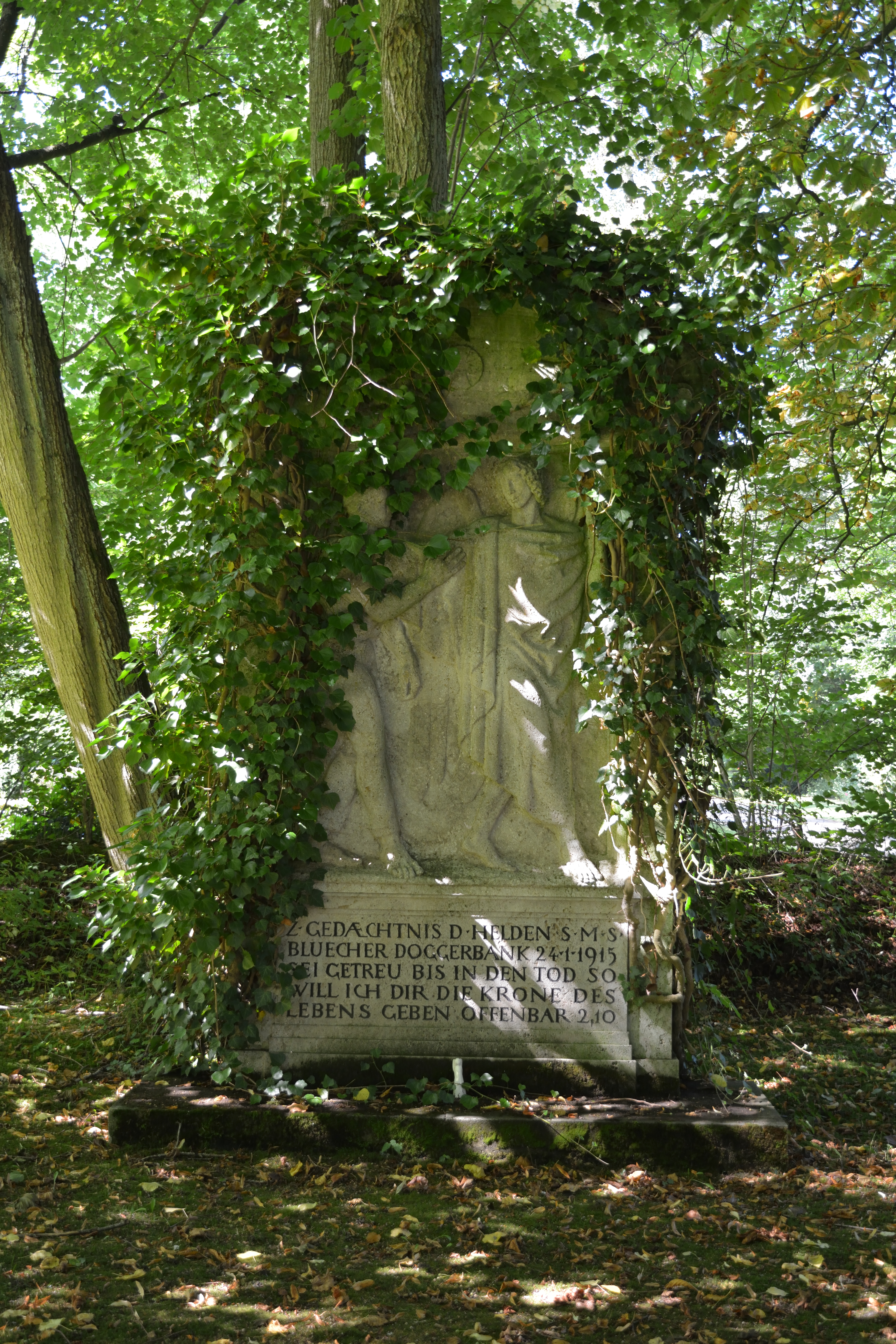
a kieli emlékmű

| 1909. október – 1910. szeptember        | Freiherr von Rössing sorhajókapitány |
| 1910. szeptember – 1911. április        | Scheidt sorhajókapitány              |
| 1911. április 7. – 1911. szeptember 29. | Heinrich Trendtel sorhajókapitány    |
| 1911. szeptember – 1913 szeptember      | Pieper sorhajókapitány               |
| 1913. szeptember – 1915. január         | Alexander Erdmann fregattkapitány    |

## Emlékezete
- A kieli Nordfriedhof temetőben egy emlékműt állítottak a Blücher áldozatainak.

## Fordítás
- Ez a szócikk részben vagy egészben  a   SMS Blücher (1908) című angol Wikipédia-szócikk ezen változatának fordításán alapul.  Az eredeti cikk szerkesztőit annak laptörténete sorolja fel. Ez a jelzés csupán a megfogalmazás eredetét és a szerzői jogokat jelzi, nem szolgál a cikkben szereplő információk forrásmegjelöléseként.
- Ez a szócikk részben vagy egészben  a   SMS Blücher (1908) című német Wikipédia-szócikk ezen változatának fordításán alapul.  Az eredeti cikk szerkesztőit annak laptörténete sorolja fel. Ez a jelzés csupán a megfogalmazás eredetét és a szerzői jogokat jelzi, nem szolgál a cikkben szereplő információk forrásmegjelöléseként.